# Parc national des limans de Touzly
Le parc national des limans de Touzly (en ukrainien : Національний природний парк «Тузловські лимани») est un parc national de 279 km2 situé en Ukraine, dans la région historique du Boudjak au sud de Tatarbounary dans le raïon de Bilhorod-Dnistrovskyï de l'oblast d'Odessa : il comprend et entoure les limans de Touzly, sur la rive de la mer Noire, en Bessarabie méridionale.
Le parc a été créé en 1er janvier 2010 par décret présidentiel pour protéger la faune et la flore de ce milieu paralique.
Après l’invasion de l'Ukraine par la Russie, et particulièrement lors de la bataille navale de l'île des Serpents (2022), des dauphins morts Tursiops truncatus se sont échoués sur le littoral du parc, empoisonnés par les effluents soufrés et phosphorés suintant des barges éventrées. Cela a cessé en 2023, lorsque les combats en mer Noire se sont déplacés plus à l’est, en Crimée.

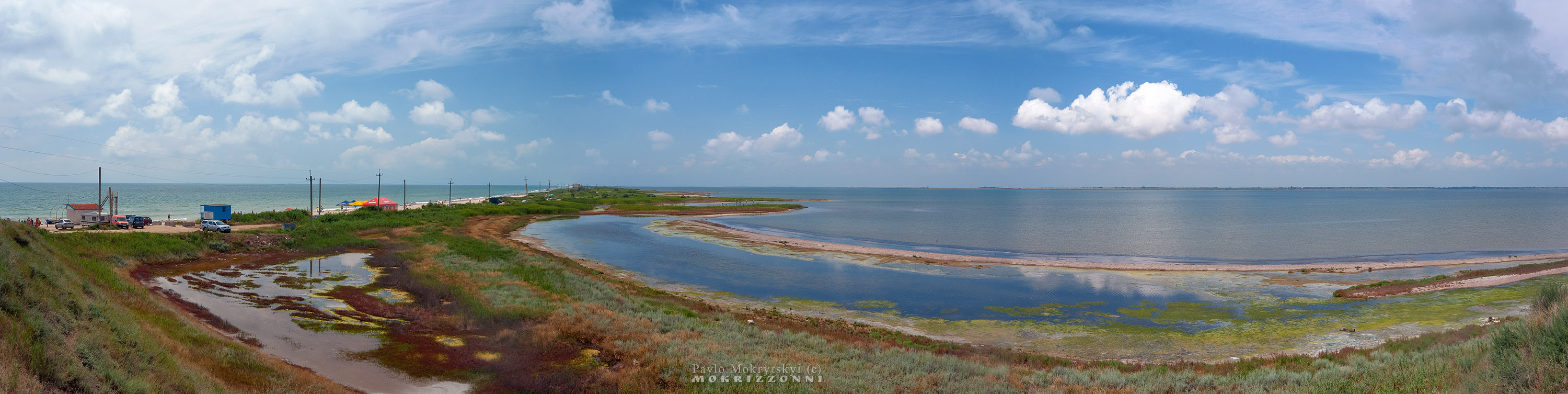
Panorama d'une partie du parc.